# Tailapa III
Tailapa III (r. 1151 – 1164 d. C.) sucedió a Jagadhekamalla II en el trono de Chalukya occidental. Su gobierno marcó el comienzo del fin del imperio Chalukya. Prola II de la dinastía Kakatiya luchó contra él, derrotó y tomó prisionero al rey Chalukya. Esto dio lugar a que otros feudatarios se levantaran contra los Chalukyas. Los Seuna y los Hoysala comenzaron a ganar territorio. Kalachuri Bijjala II capturó la capital real Kalyani en 1157 cuando Tailapa III tuvo que huir a Annigeri (distrito de Dharwad). Finalmente Tailapa III fue asesinado por Hoysala Vira Narasimha en 1162.